# Fußball-Weltmeisterschaft der Frauen 2019/Finalrunde
Die Finalrunde der Fußball-Weltmeisterschaft der Frauen 2019 fand vom 22. Juni bis zum 7. Juli 2019 in Frankreich statt.

## Übersicht

### Qualifizierte Teams
Durch ihre Ergebnisse in der Gruppenphase hatten sich 16 Mannschaften für die Finalrunde qualifiziert:
| Gruppe A      | Gruppe B       | Gruppe C      | Gruppe D   | Gruppe E       | Gruppe F              |
| ------------- | -------------- | ------------- | ---------- | -------------- | --------------------- |
| 1. Frankreich | 1. Deutschland | 1. Italien    | 1. England | 1. Niederlande | 1. Vereinigte Staaten |
| 2. Norwegen   | 2. Spanien     | 2. Australien | 2. Japan   | 2. Kanada      | 2. Schweden           |
| 3. Nigeria    | 3. VR China    | 3. Brasilien  | DNQ        | 3. Kamerun     | DNQ                   |

DNQ – Gruppendritter nicht qualifiziert

### Spielplan Finalrunde
|  | Achtelfinale       | Achtelfinale       |                    |          | Viertelfinale    | Viertelfinale |  |  | Halbfinale | Halbfinale |  |  | Finale | Finale |
|  |                    |                    |                    |          |                  |               |  |  |            |            |  |  |        |        |
|  |                    |                    |                    |          |                  |               |  |  |            |            |  |  |        |        |
|  | Norwegen           | 1 (4)E             |                    |          |                  |               |  |  |            |            |  |  |        |        |
|  | Norwegen           | 1 (4)E             |                    |          |                  |               |  |  |            |            |  |  |        |        |
|  | Australien         | 1 (1)              |                    |          |                  |               |  |  |            |            |  |  |        |        |
|  | Australien         | 1 (1)              | Norwegen           | 0        |                  |               |  |  |            |            |  |  |        |        |
|  |                    |                    | Norwegen           | 0        |                  |               |  |  |            |            |  |  |        |        |
|  |                    | England            | 3                  |          |                  |               |  |  |            |            |  |  |        |        |
|  | England            | England            | 3                  | 3        |                  |               |  |  |            |            |  |  |        |        |
|  | England            |                    |                    | 3        |                  |               |  |  |            |            |  |  |        |        |
|  | Kamerun            | 0                  |                    |          |                  |               |  |  |            |            |  |  |        |        |
|  | Kamerun            | 0                  | England            | 1        |                  |               |  |  |            |            |  |  |        |        |
|  |                    |                    | England            | 1        |                  |               |  |  |            |            |  |  |        |        |
|  |                    | Vereinigte Staaten | 2                  |          |                  |               |  |  |            |            |  |  |        |        |
|  | Frankreich         | Vereinigte Staaten | 2                  | 2V       |                  |               |  |  |            |            |  |  |        |        |
|  | Frankreich         |                    |                    | 2V       |                  |               |  |  |            |            |  |  |        |        |
|  | Brasilien          | 1                  |                    |          |                  |               |  |  |            |            |  |  |        |        |
|  | Brasilien          | 1                  | Frankreich         | 1        |                  |               |  |  |            |            |  |  |        |        |
|  |                    |                    | Frankreich         | 1        |                  |               |  |  |            |            |  |  |        |        |
|  |                    | Vereinigte Staaten | 2                  |          |                  |               |  |  |            |            |  |  |        |        |
|  | Spanien            | Vereinigte Staaten | 2                  | 1        |                  |               |  |  |            |            |  |  |        |        |
|  | Spanien            |                    |                    | 1        |                  |               |  |  |            |            |  |  |        |        |
|  | Vereinigte Staaten | 2                  |                    |          |                  |               |  |  |            |            |  |  |        |        |
|  | Vereinigte Staaten | 2                  | Vereinigte Staaten | 2        |                  |               |  |  |            |            |  |  |        |        |
|  |                    |                    | Vereinigte Staaten | 2        |                  |               |  |  |            |            |  |  |        |        |
|  |                    | Niederlande        | 0                  |          |                  |               |  |  |            |            |  |  |        |        |
|  | Italien            | Niederlande        | 0                  | 2        |                  |               |  |  |            |            |  |  |        |        |
|  | Italien            |                    |                    | 2        |                  |               |  |  |            |            |  |  |        |        |
|  | VR China           | 0                  |                    |          |                  |               |  |  |            |            |  |  |        |        |
|  | VR China           | 0                  | Italien            | 0        |                  |               |  |  |            |            |  |  |        |        |
|  |                    |                    | Italien            | 0        |                  |               |  |  |            |            |  |  |        |        |
|  |                    | Niederlande        | 2                  |          |                  |               |  |  |            |            |  |  |        |        |
|  | Niederlande        | Niederlande        | 2                  | 2        |                  |               |  |  |            |            |  |  |        |        |
|  | Niederlande        |                    |                    | 2        |                  |               |  |  |            |            |  |  |        |        |
|  | Japan              | 1                  |                    |          |                  |               |  |  |            |            |  |  |        |        |
|  | Japan              | 1                  | Niederlande        | 1V       |                  |               |  |  |            |            |  |  |        |        |
|  |                    |                    | Niederlande        | 1V       |                  |               |  |  |            |            |  |  |        |        |
|  |                    | Schweden           | 0                  |          |                  |               |  |  |            |            |  |  |        |        |
|  | Deutschland        | Schweden           | 0                  | 3        |                  |               |  |  |            |            |  |  |        |        |
|  | Deutschland        |                    |                    | 3        |                  |               |  |  |            |            |  |  |        |        |
|  | Nigeria            | 0                  |                    |          |                  |               |  |  |            |            |  |  |        |        |
|  | Nigeria            | 0                  | Deutschland        | 1        |                  |               |  |  |            |            |  |  |        |        |
|  |                    |                    | Deutschland        | 1        | Spiel um Platz 3 |               |  |  |            |            |  |  |        |        |
|  |                    | Schweden           | 2                  |          |                  |               |  |  |            |            |  |  |        |        |
|  | Schweden           | Schweden           | 2                  | 1        | England          | 1             |  |  |            |            |  |  |        |        |
|  | Schweden           |                    |                    | 1        | England          | 1             |  |  |            |            |  |  |        |        |
|  | Kanada             | 0                  |                    | Schweden | 2                |               |  |  |            |            |  |  |        |        |

V Sieg nach Verlängerung

E Sieg im Elfmeterschießen

## Achtelfinale

### Deutschland – Nigeria 3:0 (2:0)
| Deutschland                                   | Deutschland | Nigeria | Nigeria | Aufstellung                           |
| --------------------------------------------- | --- | --- | ------- | ------------------------------------- |
| Deutschland                                   | \| AF 1 \| \| 22. Juni 2019 um 17:30 Uhr (MESZ) in Grenoble \| \| Zuschauer: 17.988 \| \| Schiedsrichter: Yoshimi Yamashita ( Japan) \| \| Spielbericht \| | \| AF 1 \| \| 22. Juni 2019 um 17:30 Uhr (MESZ) in Grenoble \| \| Zuschauer: 17.988 \| \| Schiedsrichter: Yoshimi Yamashita ( Japan) \| \| Spielbericht \| | Nigeria | Aufstellung Deutschland gegen Nigeria |
| Deutschland                                   | Almuth Schult – Giulia Gwinn, Sara Doorsoun, Marina Hegering, Verena Schweers (46. Carolin Simon) – Svenja Huth, Melanie Leupolz (46. Klara Bühl), Lina Magull (69. Lena Oberdorf), Sara Däbritz – Alexandra Popp , Lea Schüller Cheftrainerin: Martina Voss-Tecklenburg | Chiamaka Nnadozie – Osinachi Ohale, Evelyn Nwabuoku (46. Rasheedat Ajibade), Onome Ebi, Chidinma Okeke – Uchenna Kanu (84. Alice Ogebe), Ngozi Okobi, Halimatu Ayinde, Francisca Ordega – Desire Oparanozie , Chinwendu Ihezuo (75. Chinaza Uchendu) Cheftrainer: Thomas Dennerby ( Schweden) | Nigeria | Aufstellung Deutschland gegen Nigeria |
| Deutschland                                   | 1:0 Popp (20.) 2:0 Däbritz (27., Foulelfmeter) 3:0 Schüller (82.) | | Nigeria | Aufstellung Deutschland gegen Nigeria |
| Deutschland                                   | Popp (32.), Huth (57.) | Nwabuoku (26.), Oparanozie (61.), Ajibade (82.) | Nigeria | Aufstellung Deutschland gegen Nigeria |
| Deutschland                                   | 100. Länderspiel von Alexandra Popp | | Nigeria | Aufstellung Deutschland gegen Nigeria |
| Deutschland                                   | Spieler des Spiels: Alexandra Popp (Deutschland) | | Nigeria | Aufstellung Deutschland gegen Nigeria |
| AF 1                                          | | |         |                                       |
| 22. Juni 2019 um 17:30 Uhr (MESZ) in Grenoble | | |         |                                       |
| Zuschauer: 17.988                             | | |         |                                       |
| Schiedsrichter: Yoshimi Yamashita ( Japan)    | | |         |                                       |
| Spielbericht                                  | | |         |                                       |

### Norwegen – Australien 1:1 n.V. (1:1, 1:0), 4:1 i.E.
| Norwegen                                      | Norwegen | Australien | Australien | Aufstellung                           |
| --------------------------------------------- | --- | --- | ---------- | ------------------------------------- |
| Norwegen                                      | \| AF 2 \| \| 22. Juni 2019 um 21:00 Uhr (MESZ) in Nizza \| \| Zuschauer: 12.229 \| \| Schiedsrichterin: Riem Hussein ( Deutschland) \| \| Spielbericht \| | \| AF 2 \| \| 22. Juni 2019 um 21:00 Uhr (MESZ) in Nizza \| \| Zuschauer: 12.229 \| \| Schiedsrichterin: Riem Hussein ( Deutschland) \| \| Spielbericht \| | Australien | Aufstellung Norwegen gegen Australien |
| Norwegen                                      | Ingrid Hjelmseth – Ingrid Moe Wold (102. Synne Skinnes Hansen), Maren Mjelde , Maria Thorisdottir, Kristine Minde – Karina Sævik (72. Frida Maanum), Vilde Bøe Risa, Ingrid Syrstad Engen, Guro Reiten – Caroline Graham Hansen, Isabell Herlovsen (77. Lisa-Marie Utland) Cheftrainer: Martin Sjögren ( Schweden) | Lydia Williams – Elise Kellond-Knight (94. Clare Polkinghorne), Stephanie Catley, Alanna Kennedy, Ellie Carpenter (120.+2' Amy Harrison) – Tameka Yallop, Emily van Egmond (116. Karly Roestbakken), Chloe Logarzo – Caitlin Foord, Sam Kerr , Hayley Raso (74. Emily Gielnik) Cheftrainer: Ante Milicic | Australien | Aufstellung Norwegen gegen Australien |
| Norwegen                                      | 1:0 Herlovsen (31.) | 1:1 Kellond-Knight (83.) | Australien | Aufstellung Norwegen gegen Australien |
| Norwegen                                      | Elfmeterschießen | | Australien | Aufstellung Norwegen gegen Australien |
| Norwegen                                      | 1:0 Graham Hansen 2:0 Reiten 3:0 Mjelde 4:1 Engen | 1:0 Kerr schießt Elfmeter über das Tor 2:0 Hjelmseth hält Elfmeter von Gielnik 3:1 Catley | Australien | Aufstellung Norwegen gegen Australien |
| Norwegen                                      | Minde (53.), Utland (96.), Bøe Risa (105.+2') | | Australien | Aufstellung Norwegen gegen Australien |
| Norwegen                                      | Kennedy (104.) | | Australien | Aufstellung Norwegen gegen Australien |
| Norwegen                                      | Spieler des Spiels: Caroline Graham Hansen (Norwegen) | | Australien | Aufstellung Norwegen gegen Australien |
| AF 2                                          | | |            |                                       |
| 22. Juni 2019 um 21:00 Uhr (MESZ) in Nizza    | | |            |                                       |
| Zuschauer: 12.229                             | | |            |                                       |
| Schiedsrichterin: Riem Hussein ( Deutschland) | | |            |                                       |
| Spielbericht                                  | | |            |                                       |

### England – Kamerun 3:0 (2:0)
| England                                           | England | Kamerun | Kamerun | Aufstellung                       |
| ------------------------------------------------- | --- | --- | ------- | --------------------------------- |
| England                                           | \| AF 3 \| \| 23. Juni 2019 um 17:30 Uhr (MESZ) in Valenciennes \| \| Zuschauer: 20.148 \| \| Schiedsrichter: Qin Liang ( Volksrepublik China) \| \| Spielbericht \|                                                                                  | \| AF 3 \| \| 23. Juni 2019 um 17:30 Uhr (MESZ) in Valenciennes \| \| Zuschauer: 20.148 \| \| Schiedsrichter: Qin Liang ( Volksrepublik China) \| \| Spielbericht \| | Kamerun | Aufstellung England gegen Kamerun |
| England                                           | Karen Bardsley – Lucy Bronze, Steph Houghton , Millie Bright, Alex Greenwood – Keira Walsh, Fran Kirby, Jill Scott (78. Lucy Staniforth) – Nikita Parris (84. Leah Williamson), Ellen White (64. Jodie Taylor), Toni Duggan Cheftrainer: Phil Neville | Annette Ngo Ndom – Aurelle Awona, Estelle Johnson, Augustine Ejangue (64. Ysis Sonkeng), Yvonne Leuko – Gabrielle Onguéné , Jeannette Yango, Raïssa Feudjio, Michaela Abam (68. Ninon Abena), Ajara Nchout – Gaëlle Enganamouit (53. Alexandra Takounda) Cheftrainer: Alain Djeumfa | Kamerun | Aufstellung England gegen Kamerun |
| England                                           | 1:0 Houghton (14.) 2:0 White (45.+4') 3:0 Greenwood (58.) | | Kamerun | Aufstellung England gegen Kamerun |
| England                                           | Leuko (4.), Takounda (90.+10') | | Kamerun | Aufstellung England gegen Kamerun |
| England                                           | nach vermeintlicher Abseitsstellung verwehrtes Tor nach Videobeweis gegeben (45.+4') | Ejangue bespuckt Duggan (13.), Spielerinnen verweigern nach Tor der Engländerinnen den Wiederanstoß (45.+4'), gegebenes Tor nach Videobeweis wegen Abseitsstellung nicht gegeben (48.'), gelbe Karte für Takounda nach grobem Foulspiel und Videobeweis (90.+10')                   | Kamerun | Aufstellung England gegen Kamerun |
| England                                           | Spieler des Spiels: Steph Houghton (England) | | Kamerun | Aufstellung England gegen Kamerun |
| AF 3                                              | | |         |                                   |
| 23. Juni 2019 um 17:30 Uhr (MESZ) in Valenciennes | | |         |                                   |
| Zuschauer: 20.148                                 | | |         |                                   |
| Schiedsrichter: Qin Liang ( Volksrepublik China)  | | |         |                                   |
| Spielbericht                                      | | |         |                                   |

### Frankreich – Brasilien 2:1 n.V. (1:1, 0:0)
| Frankreich                                      | Frankreich | Brasilien | Brasilien | Aufstellung                            |
| ----------------------------------------------- | --- | --- | --------- | -------------------------------------- |
| Frankreich                                      | \| AF 4 \| \| 23. Juni 2019 um 21:00 Uhr (MESZ) in Le Havre \| \| Zuschauer: 23.965 \| \| Schiedsrichter: Marie-Soleil Beaudoin ( Kanada) \| \| Spielbericht \| | \| AF 4 \| \| 23. Juni 2019 um 21:00 Uhr (MESZ) in Le Havre \| \| Zuschauer: 23.965 \| \| Schiedsrichter: Marie-Soleil Beaudoin ( Kanada) \| \| Spielbericht \|                           | Brasilien | Aufstellung Frankreich gegen Brasilien |
| Frankreich                                      | Sarah Bouhaddi – Marion Torrent (109. Ève Périsset), Griedge Mbock Bathy, Wendie Renard, Amel Majri (118. Sakina Karchaoui) – Kadidiatou Diani, Amandine Henry , Élise Bussaglia, Viviane Asseyi (81. Gaëtane Thiney) – Valérie Gauvin (90.+3' Delphine Cascarino), Eugénie Le Sommer Cheftrainerin: Corinne Diacre | Bárbara – Tamires, Mônica, Kathellen, Letícia Santos (89. Poliana) – Marta , Thaisa, Formiga (75. Andressinha) – Debinha, Cristiane (96. Geyse), Ludmila (71. Beatriz) Cheftrainer: Vadão | Brasilien | Aufstellung Frankreich gegen Brasilien |
| Frankreich                                      | 1:0 Gauvin (52.) 2:1 Henry (107.) | 1:1 Thaisa (63.) | Brasilien | Aufstellung Frankreich gegen Brasilien |
| Frankreich                                      | Renard (36.) | Tamires (45.+2'), Formiga (70.), Beatriz (82.), Kathellen (101.) | Brasilien | Aufstellung Frankreich gegen Brasilien |
| Frankreich                                      | Spieler des Spiels: Amandine Henry (Frankreich) | | Brasilien | Aufstellung Frankreich gegen Brasilien |
| AF 4                                            | | |           |                                        |
| 23. Juni 2019 um 21:00 Uhr (MESZ) in Le Havre   | | |           |                                        |
| Zuschauer: 23.965                               | | |           |                                        |
| Schiedsrichter: Marie-Soleil Beaudoin ( Kanada) | | |           |                                        |
| Spielbericht                                    | | |           |                                        |

### Spanien – USA 1:2 (1:1)
| Spanien                                    | Spanien | USA | USA                | Aufstellung                   |
| ------------------------------------------ | --- | --- | ------------------ | ----------------------------- |
| Spanien                                    | \| AF 5 \| \| 24. Juni 2019 um 18:00 Uhr (MESZ) in Reims \| \| Zuschauer: 19.633 \| \| Schiedsrichter: Katalin Kulcsár ( Ungarn) \| \| Spielbericht \| | \| AF 5 \| \| 24. Juni 2019 um 18:00 Uhr (MESZ) in Reims \| \| Zuschauer: 19.633 \| \| Schiedsrichter: Katalin Kulcsár ( Ungarn) \| \| Spielbericht \| | Vereinigte Staaten | Aufstellung Spanien gegen USA |
| Spanien                                    | Sandra Paños – Marta Corredera, Irene Paredes , María León, Leila Ouahabi – Vicky Losada (32. Nahikari García), Virginia Torrecilla (83. Mariona Caldentey), Patricia Guijarro – Lucía García, Jennifer Hermoso, Alexia Putellas (78. Andrea Fálcon) Cheftrainer: Jorge Vilda | Alyssa Naeher – Crystal Dunn, Becky Sauerbrunn, Abby Dahlkemper, Kelley O’Hara – Samantha Mewis, Julie Ertz, Rose Lavelle (89. Lindsey Horan) – Megan Rapinoe (90.+7' Christen Press), Alex Morgan (85. Carli Lloyd), Tobin Heath Cheftrainerin: Jill Ellis ( England) | Vereinigte Staaten | Aufstellung Spanien gegen USA |
| Spanien                                    | 1:1 Hermoso (9.) | 0:1 Rapinoe (7., Foulelfmeter) 1:2 Rapinoe (75., Foulelfmeter) | Vereinigte Staaten | Aufstellung Spanien gegen USA |
| Spanien                                    | Paredes (85.) | Rapinoe (37.) | Vereinigte Staaten | Aufstellung Spanien gegen USA |
| Spanien                                    | Spieler des Spiels: Megan Rapinoe (USA) | | Vereinigte Staaten | Aufstellung Spanien gegen USA |
| AF 5                                       | | |                    |                               |
| 24. Juni 2019 um 18:00 Uhr (MESZ) in Reims | | |                    |                               |
| Zuschauer: 19.633                          | | |                    |                               |
| Schiedsrichter: Katalin Kulcsár ( Ungarn)  | | |                    |                               |
| Spielbericht                               | | |                    |                               |

### Schweden – Kanada 1:0 (0:0)
| Schweden                                    | Schweden | Kanada | Kanada | Aufstellung                       |
| ------------------------------------------- | --- | --- | ------ | --------------------------------- |
| Schweden                                    | \| AF 6 \| \| 24. Juni 2019 um 21:00 Uhr (MESZ) in Paris \| \| Zuschauer: 38.078 \| \| Schiedsrichter: Kate Jacewicz ( Australien) \| \| Spielbericht \| | \| AF 6 \| \| 24. Juni 2019 um 21:00 Uhr (MESZ) in Paris \| \| Zuschauer: 38.078 \| \| Schiedsrichter: Kate Jacewicz ( Australien) \| \| Spielbericht \| | Kanada | Aufstellung Schweden gegen Kanada |
| Schweden                                    | Hedvig Lindahl – Hanna Glas, Nilla Fischer, Linda Sembrant, Magdalena Eriksson – Elin Rubensson (79. Nathalie Björn), Kosovare Asllani, Caroline Seger – Sofia Jakobsson, Stina Blackstenius (90.+4' Anna Anvegård), Fridolina Rolfö (89. Lina Hurtig) Cheftrainer: Peter Gerhardsson | Stephanie Labbé – Allysha Chapman (84. Jayde Riviere), Shelina Zadorsky, Kadeisha Buchanan, Ashley Lawrence – Janine Beckie (84. Rebecca Quinn), Sophie Schmidt, Desiree Scott, Nichelle Prince (64. Adriana Leon) – Jessie Fleming, Christine Sinclair Cheftrainer: Kenneth Heiner-Møller ( Dänemark) | Kanada | Aufstellung Schweden gegen Kanada |
| Schweden                                    | 1:0 Blackstenius (55.) | | Kanada | Aufstellung Schweden gegen Kanada |
| Schweden                                    | Rolfö (45.), Asllani (68.) | Buchanan (85.) | Kanada | Aufstellung Schweden gegen Kanada |
| Schweden                                    | Lindahl hält Handelfmeter von Beckie (69.) | | Kanada | Aufstellung Schweden gegen Kanada |
| Schweden                                    | Spieler des Spiels: Hedvig Lindahl (Schweden) | | Kanada | Aufstellung Schweden gegen Kanada |
| AF 6                                        | | |        |                                   |
| 24. Juni 2019 um 21:00 Uhr (MESZ) in Paris  | | |        |                                   |
| Zuschauer: 38.078                           | | |        |                                   |
| Schiedsrichter: Kate Jacewicz ( Australien) | | |        |                                   |
| Spielbericht                                | | |        |                                   |

### Italien – VR China 2:0 (1:0)
| Italien                                          | Italien | VR China | VR China | Aufstellung                        |
| ------------------------------------------------ | --- | --- | -------- | ---------------------------------- |
| Italien                                          | \| AF 7 \| \| 25. Juni 2019 um 18:00 Uhr (MESZ) in Montpellier \| \| Zuschauer: 17.492 \| \| Schiedsrichter: Edina Alves Batista ( Brasilien) \| \| Spielbericht \| | \| AF 7 \| \| 25. Juni 2019 um 18:00 Uhr (MESZ) in Montpellier \| \| Zuschauer: 17.492 \| \| Schiedsrichter: Edina Alves Batista ( Brasilien) \| \| Spielbericht \|                                      | VR China | Aufstellung Italien gegen VR China |
| Italien                                          | Laura Giuliani – Alia Guagni, Sara Gama , Elena Linari, Elisa Bartoli – Valentina Bergamaschi (63. Ilaria Mauro), Manuela Giugliano, Valentina Cernoia – Valentina Giacinti, Cristiana Girelli (39. Aurora Galli), Barbara Bonansea (71. Martina Rosucci) Cheftrainerin: Milena Bertolini | Peng Shimeng – Liu Shanshan, Lin Yuping, Wu Haiyan , Han Peng – Gu Yasha (46. Yang Li), Wang Yan (61. Yao Wei), Zhang Rui, Wang Shanshan (61. Song Duan) – Li Ying, Wang Shuang Cheftrainer: Jia Xiuquan | VR China | Aufstellung Italien gegen VR China |
| Italien                                          | 1:0 Giacinti (15.) 2:0 Galli (49.) | | VR China | Aufstellung Italien gegen VR China |
| Italien                                          | Spieler des Spiels: Valentina Giacinti (Italien) | | VR China | Aufstellung Italien gegen VR China |
| AF 7                                             | | |          |                                    |
| 25. Juni 2019 um 18:00 Uhr (MESZ) in Montpellier | | |          |                                    |
| Zuschauer: 17.492                                | | |          |                                    |
| Schiedsrichter: Edina Alves Batista ( Brasilien) | | |          |                                    |
| Spielbericht                                     | | |          |                                    |

### Niederlande – Japan 2:1 (1:1)
| Niederlande                                 | Niederlande | Japan | Japan | Aufstellung                         |
| ------------------------------------------- | --- | --- | ----- | ----------------------------------- |
| Niederlande                                 | \| AF 8 \| \| 25. Juni 2019 um 21:00 Uhr (MESZ) in Rennes \| \| Zuschauer: 21.076 \| \| Schiedsrichter: Melissa Borjas ( Honduras) \| \| Spielbericht \| | \| AF 8 \| \| 25. Juni 2019 um 21:00 Uhr (MESZ) in Rennes \| \| Zuschauer: 21.076 \| \| Schiedsrichter: Melissa Borjas ( Honduras) \| \| Spielbericht \|                                                                                  | Japan | Aufstellung Niederlande gegen Japan |
| Niederlande                                 | Sari van Veenendaal – Desiree van Lunteren, Stefanie van der Gragt, Dominique Bloodworth, Merel van Dongen (85. Kika van Es) – Jackie Groenen, Daniëlle van de Donk (87. Jill Roord), Sherida Spitse – Shanice van de Sanden (68. Lineth Beerensteyn), Vivianne Miedema, Lieke Martens Cheftrainerin: Sarina Wiegman | Ayaka Yamashita – Aya Sameshima, Nana Ichise, Saki Kumagai , Risa Shimizu – Yui Hasegawa, Hina Sugita, Narumi Miura, Emi Nakajima (72. Yūka Momiki) – Mana Iwabuchi (90.+1' Saori Takarada), Yuika Sugasawa Cheftrainerin: Asako Takakura | Japan | Aufstellung Niederlande gegen Japan |
| Niederlande                                 | 1:0 Martens (17.) 2:1 Martens (90., Handelfmeter) | 1:1 Hasegawa (43.) | Japan | Aufstellung Niederlande gegen Japan |
| Niederlande                                 | Kumagai (89.) | | Japan | Aufstellung Niederlande gegen Japan |
| Niederlande                                 | Spieler des Spiels: Lieke Martens (Niederlande) | | Japan | Aufstellung Niederlande gegen Japan |
| AF 8                                        | | |       |                                     |
| 25. Juni 2019 um 21:00 Uhr (MESZ) in Rennes | | |       |                                     |
| Zuschauer: 21.076                           | | |       |                                     |
| Schiedsrichter: Melissa Borjas ( Honduras)  | | |       |                                     |
| Spielbericht                                | | |       |                                     |

## Viertelfinale

### Norwegen – England 0:3 (0:2)
| Norwegen                                      | Norwegen | England | England | Aufstellung                        |
| --------------------------------------------- | --- | --- | ------- | ---------------------------------- |
| Norwegen                                      | \| VF 1 \| \| 27. Juni 2019 um 21:00 Uhr (MESZ) in Le Havre \| \| Zuschauer: 21.111 \| \| Schiedsrichter: Lucila Venegas ( Mexiko) \| \| Spielbericht \| | \| VF 1 \| \| 27. Juni 2019 um 21:00 Uhr (MESZ) in Le Havre \| \| Zuschauer: 21.111 \| \| Schiedsrichter: Lucila Venegas ( Mexiko) \| \| Spielbericht \|                                                                                    | England | Aufstellung Norwegen gegen England |
| Norwegen                                      | Ingrid Hjelmseth – Ingrid Moe Wold (85. Synne Skinnes Hansen), Maren Mjelde , Maria Thorisdottir, Kristine Minde – Karina Sævik (64. Lisa-Marie Utland), Vilde Bøe Risa, Ingrid Syrstad Engen, Guro Reiten (74. Amalie Vevle Eikeland) – Caroline Graham Hansen, Isabell Herlovsen Cheftrainer: Martin Sjögren ( Schweden) | Karen Bardsley – Lucy Bronze, Steph Houghton , Millie Bright, Demi Stokes – Keira Walsh, Fran Kirby (74. Georgia Stanway), Jill Scott – Nikita Parris (88. Rachel Daly), Ellen White, Toni Duggan (54. Beth Mead) Cheftrainer: Phil Neville | England | Aufstellung Norwegen gegen England |
| Norwegen                                      | 0:1 Scott (3.) 0:2 White (40.) 0:3 Bronze (57.) | | England | Aufstellung Norwegen gegen England |
| Norwegen                                      | Thorisdottir (88.) | | England | Aufstellung Norwegen gegen England |
| Norwegen                                      | Hjelmseth hält Strafstoß von Parris (83.) | | England | Aufstellung Norwegen gegen England |
| Norwegen                                      | Videoschiedsrichter: Massimiliano Irrati ( Italien) | | England | Aufstellung Norwegen gegen England |
| Norwegen                                      | Spieler des Spiels: Lucy Bronze (England) | | England | Aufstellung Norwegen gegen England |
| VF 1                                          | | |         |                                    |
| 27. Juni 2019 um 21:00 Uhr (MESZ) in Le Havre | | |         |                                    |
| Zuschauer: 21.111                             | | |         |                                    |
| Schiedsrichter: Lucila Venegas ( Mexiko)      | | |         |                                    |
| Spielbericht                                  | | |         |                                    |

### Frankreich – USA 1:2 (0:1)
| Frankreich                                 | Frankreich | USA | USA                | Aufstellung                      |
| ------------------------------------------ | --- | --- | ------------------ | -------------------------------- |
| Frankreich                                 | \| VF 2 \| \| 28. Juni 2019 um 21:00 Uhr (MESZ) in Paris \| \| Zuschauer: 45.595 \| \| Schiedsrichter: Kateryna Monsul ( Ukraine) \| \| Spielbericht \| | \| VF 2 \| \| 28. Juni 2019 um 21:00 Uhr (MESZ) in Paris \| \| Zuschauer: 45.595 \| \| Schiedsrichter: Kateryna Monsul ( Ukraine) \| \| Spielbericht \| | Vereinigte Staaten | Aufstellung Frankreich gegen USA |
| Frankreich                                 | Sarah Bouhaddi – Marion Torrent, Griedge Mbock Bathy, Wendie Renard, Amel Majri – Amandine Henry , Gaëtane Thiney, Élise Bussaglia – Kadidiatou Diani, Valérie Gauvin (76. Delphine Cascarino), Eugénie Le Sommer (82. Viviane Asseyi) Cheftrainerin: Corinne Diacre | Alyssa Naeher – Kelley O’Hara, Abby Dahlkemper, Becky Sauerbrunn, Crystal Dunn – Rose Lavelle (63. Lindsey Horan), Julie Ertz, Samantha Mewis (82. Carli Lloyd) – Tobin Heath, Alex Morgan , Megan Rapinoe (87. Christen Press) Cheftrainerin: Jill Ellis ( England) | Vereinigte Staaten | Aufstellung Frankreich gegen USA |
| Frankreich                                 | 1:2 Renard (81.) | 0:1 Rapinoe (5.) 0:2 Rapinoe (65.) | Vereinigte Staaten | Aufstellung Frankreich gegen USA |
| Frankreich                                 | Mbock Bathy (4.), Bussaglia (90.+4') | | Vereinigte Staaten | Aufstellung Frankreich gegen USA |
| Frankreich                                 | Videoschiedsrichter: Danny Makkelie ( Niederlande) | | Vereinigte Staaten | Aufstellung Frankreich gegen USA |
| Frankreich                                 | Spieler des Spiels: Megan Rapinoe (USA) | | Vereinigte Staaten | Aufstellung Frankreich gegen USA |
| VF 2                                       | | |                    |                                  |
| 28. Juni 2019 um 21:00 Uhr (MESZ) in Paris | | |                    |                                  |
| Zuschauer: 45.595                          | | |                    |                                  |
| Schiedsrichter: Kateryna Monsul ( Ukraine) | | |                    |                                  |
| Spielbericht                               | | |                    |                                  |

### Italien – Niederlande 0:2 (0:0)
| Italien                                           | Italien | Niederlande | Niederlande | Aufstellung                           |
| ------------------------------------------------- | --- | --- | ----------- | ------------------------------------- |
| Italien                                           | \| VF 3 \| \| 29. Juni 2019 um 15:00 Uhr (MESZ) in Valenciennes \| \| Zuschauer: 22.600 \| \| Schiedsrichter: Claudia Umpiérrez ( Uruguay) \| \| Spielbericht \| | \| VF 3 \| \| 29. Juni 2019 um 15:00 Uhr (MESZ) in Valenciennes \| \| Zuschauer: 22.600 \| \| Schiedsrichter: Claudia Umpiérrez ( Uruguay) \| \| Spielbericht \| | Niederlande | Aufstellung Italien gegen Niederlande |
| Italien                                           | Laura Giuliani – Alia Guagni, Sara Gama , Elena Linari, Elisa Bartoli (46. Lisa Boattin) – Valentina Bergamaschi (75. Annamaria Serturini), Aurora Galli, Manuela Giugliano, Valentina Cernoia – Valentina Giacinti, Barbara Bonansea (55. Daniela Sabatino) Cheftrainerin: Milena Bertolini | Sari van Veenendaal – Merel van Dongen, Dominique Bloodworth, Stefanie van der Gragt (87. Anouk Dekker), Desiree van Lunteren – Sherida Spitse, Daniëlle van de Donk, Jackie Groenen – Lieke Martens, Vivianne Miedema (87. Jill Roord), Shanice van de Sanden (56. Lineth Beerensteyn) Cheftrainerin: Sarina Wiegman | Niederlande | Aufstellung Italien gegen Niederlande |
| Italien                                           | 0:1 Miedema (70.) 0:2 van der Gragt (80.) | | Niederlande | Aufstellung Italien gegen Niederlande |
| Italien                                           | Linari (41.), Guagni (66.), Cernoia (73.), Sabatino (79.) | | Niederlande | Aufstellung Italien gegen Niederlande |
| Italien                                           | Videoschiedsrichter: Carlos del Cerro Grande ( Spanien) | | Niederlande | Aufstellung Italien gegen Niederlande |
| Italien                                           | Spieler des Spiels: Vivianne Miedema (Niederlande) | | Niederlande | Aufstellung Italien gegen Niederlande |
| VF 3                                              | | |             |                                       |
| 29. Juni 2019 um 15:00 Uhr (MESZ) in Valenciennes | | |             |                                       |
| Zuschauer: 22.600                                 | | |             |                                       |
| Schiedsrichter: Claudia Umpiérrez ( Uruguay)      | | |             |                                       |
| Spielbericht                                      | | |             |                                       |

### Deutschland – Schweden 1:2 (1:1)
| Deutschland                                      | Deutschland | Schweden | Schweden | Aufstellung                            |
| ------------------------------------------------ | --- | --- | -------- | -------------------------------------- |
| Deutschland                                      | \| VF 4 \| \| 29. Juni 2019 um 18:30 Uhr (MESZ) in Rennes \| \| Zuschauer: 25.301 \| \| Schiedsrichter: Stéphanie Frappart ( Frankreich) \| \| Spielbericht \| | \| VF 4 \| \| 29. Juni 2019 um 18:30 Uhr (MESZ) in Rennes \| \| Zuschauer: 25.301 \| \| Schiedsrichter: Stéphanie Frappart ( Frankreich) \| \| Spielbericht \| | Schweden | Aufstellung Deutschland gegen Schweden |
| Deutschland                                      | Almuth Schult – Giulia Gwinn, Sara Doorsoun, Marina Hegering, Carolin Simon (43. Leonie Maier) – Sara Däbritz, Linda Dallmann (46. Dzsenifer Marozsán), Lina Magull – Svenja Huth, Alexandra Popp , Lea Schüller (69. Lena Oberdorf) Cheftrainerin: Martina Voss-Tecklenburg | Hedvig Lindahl – Magdalena Eriksson, Linda Sembrant, Nilla Fischer (66. Amanda Ilestedt), Hanna Glas – Caroline Seger , Kosovare Asllani, Elin Rubensson (86. Nathalie Björn) – Fridolina Rolfö (90.+5' Lina Hurtig), Stina Blackstenius, Sofia Jakobsson Cheftrainer: Peter Gerhardsson | Schweden | Aufstellung Deutschland gegen Schweden |
| Deutschland                                      | 1:0 Magull (16.) | 1:1 Jakobsson (22.) 1:2 Blackstenius (48.) | Schweden | Aufstellung Deutschland gegen Schweden |
| Deutschland                                      | Rolfö (56.) | | Schweden | Aufstellung Deutschland gegen Schweden |
| Deutschland                                      | Videoschiedsrichter: José María Sánchez Martínez ( Spanien) | | Schweden | Aufstellung Deutschland gegen Schweden |
| Deutschland                                      | Spieler des Spiels: Sofia Jakobsson (Schweden) | | Schweden | Aufstellung Deutschland gegen Schweden |
| VF 4                                             | | |          |                                        |
| 29. Juni 2019 um 18:30 Uhr (MESZ) in Rennes      | | |          |                                        |
| Zuschauer: 25.301                                | | |          |                                        |
| Schiedsrichter: Stéphanie Frappart ( Frankreich) | | |          |                                        |
| Spielbericht                                     | | |          |                                        |

## Halbfinale

### England – USA 1:2 (1:2)
| England                                          | England | USA | USA                | Aufstellung                   |
| ------------------------------------------------ | --- | --- | ------------------ | ----------------------------- |
| England                                          | \| HF 1 \| \| 2. Juli 2019 um 21:00 Uhr (MESZ) in Lyon \| \| Zuschauer: 53.512 \| \| Schiedsrichter: Edina Alves Batista ( Brasilien) \| \| Spielbericht \|                                                                               | \| HF 1 \| \| 2. Juli 2019 um 21:00 Uhr (MESZ) in Lyon \| \| Zuschauer: 53.512 \| \| Schiedsrichter: Edina Alves Batista ( Brasilien) \| \| Spielbericht \| | Vereinigte Staaten | Aufstellung England gegen USA |
| England                                          | Carly Telford – Lucy Bronze, Steph Houghton , Millie Bright, Demi Stokes – Keira Walsh (71. Jade Moore), Jill Scott, Beth Mead (58. Fran Kirby), Rachel Daly (89. Georgia Stanway) – Nikita Parris, Ellen White Cheftrainer: Phil Neville | Alyssa Naeher – Crystal Dunn, Becky Sauerbrunn, Abby Dahlkemper, Kelley O’Hara (87. Alexandra Krieger) – Rose Lavelle (65. Samantha Mewis), Julie Ertz, Lindsey Horan – Christen Press, Alex Morgan , Tobin Heath (80. Carli Lloyd) Cheftrainerin: Jill Ellis ( England) | Vereinigte Staaten | Aufstellung England gegen USA |
| England                                          | 1:1 White (19.) | 0:1 Press (10.) 1:2 Morgan (31.) | Vereinigte Staaten | Aufstellung England gegen USA |
| England                                          | Bright (40.), Parris (90.+5') | Horan (46.), Sauerbrunn (82.) | Vereinigte Staaten | Aufstellung England gegen USA |
| England                                          | Bright (86.) | | Vereinigte Staaten | Aufstellung England gegen USA |
| England                                          | Tor von White nach VAR zurückgenommen (60.) Naeher hält Foulelfmeter von Houghton (84.) | | Vereinigte Staaten | Aufstellung England gegen USA |
| England                                          | Videoschiedsrichter: Carlos del Cerro Grande ( Spanien) | | Vereinigte Staaten | Aufstellung England gegen USA |
| England                                          | Spieler des Spiels: Alex Morgan (USA) | | Vereinigte Staaten | Aufstellung England gegen USA |
| HF 1                                             | | |                    |                               |
| 2. Juli 2019 um 21:00 Uhr (MESZ) in Lyon         | | |                    |                               |
| Zuschauer: 53.512                                | | |                    |                               |
| Schiedsrichter: Edina Alves Batista ( Brasilien) | | |                    |                               |
| Spielbericht                                     | | |                    |                               |

### Niederlande – Schweden 1:0 n.V.
| Niederlande                                     | Niederlande | Schweden | Schweden | Aufstellung                            |
| ----------------------------------------------- | --- | --- | -------- | -------------------------------------- |
| Niederlande                                     | \| HF 2 \| \| 3. Juli 2019 um 21:00 Uhr (MESZ) in Lyon \| \| Zuschauer: 48.452 \| \| Schiedsrichter: Marie-Soleil Beaudoin ( Kanada) \| \| Spielbericht \| | \| HF 2 \| \| 3. Juli 2019 um 21:00 Uhr (MESZ) in Lyon \| \| Zuschauer: 48.452 \| \| Schiedsrichter: Marie-Soleil Beaudoin ( Kanada) \| \| Spielbericht \| | Schweden | Aufstellung Niederlande gegen Schweden |
| Niederlande                                     | Sari van Veenendaal – Desiree van Lunteren, Stefanie van der Gragt, Dominique Bloodworth, Merel van Dongen – Jackie Groenen, Daniëlle van de Donk, Sherida Spitse – Lineth Beerensteyn (71. Shanice van de Sanden), Vivianne Miedema, Lieke Martens (46. Jill Roord) Cheftrainerin: Sarina Wiegman | Hedvig Lindahl – Magdalena Eriksson (111. Jonna Andersson), Linda Sembrant, Nilla Fischer, Hanna Glas – Caroline Seger , Kosovare Asllani, Elin Rubensson (79. Julia Zigiotti) – Lina Hurtig (79. Madelen Janogy), Stina Blackstenius (111. Mimmi Larsson), Sofia Jakobsson Cheftrainer: Peter Gerhardsson | Schweden | Aufstellung Niederlande gegen Schweden |
| Niederlande                                     | 1:0 Groenen (99.) | | Schweden | Aufstellung Niederlande gegen Schweden |
| Niederlande                                     | Spitse (85.), van de Donk (116.) | Zigiotti (94.) | Schweden | Aufstellung Niederlande gegen Schweden |
| Niederlande                                     | Videoschiedsrichter: Massimiliano Irrati ( Italien) | | Schweden | Aufstellung Niederlande gegen Schweden |
| Niederlande                                     | Spieler des Spiels: Jackie Groenen (Niederlande) | | Schweden | Aufstellung Niederlande gegen Schweden |
| HF 2                                            | | |          |                                        |
| 3. Juli 2019 um 21:00 Uhr (MESZ) in Lyon        | | |          |                                        |
| Zuschauer: 48.452                               | | |          |                                        |
| Schiedsrichter: Marie-Soleil Beaudoin ( Kanada) | | |          |                                        |
| Spielbericht                                    | | |          |                                        |

## Spiel um Platz 3

### England – Schweden 1:2 (1:2)
| England                                              | England | Schweden | Schweden | Aufstellung                        |
| ---------------------------------------------------- | --- | --- | -------- | ---------------------------------- |
| England                                              | \| Spiel um Platz 3 \| \| 6. Juli 2019 um 17:00 Uhr (MESZ) in Nizza \| \| Zuschauer: 20.316 \| \| Schiedsrichter: Anastassija Pustowoitowa ( Russland) \| \| Spielbericht \|                                                               | \| Spiel um Platz 3 \| \| 6. Juli 2019 um 17:00 Uhr (MESZ) in Nizza \| \| Zuschauer: 20.316 \| \| Schiedsrichter: Anastassija Pustowoitowa ( Russland) \| \| Spielbericht \| | Schweden | Aufstellung England gegen Schweden |
| England                                              | Carly Telford – Lucy Bronze, Steph Houghton , Abbie McManus (83. Rachel Daly), Alex Greenwood – Fran Kirby, Jill Scott, Jade Moore – Nikita Parris (74. Karen Carney), Ellen White, Beth Mead (50. Jodie Taylor) Cheftrainer: Phil Neville | Hedvig Lindahl – Magdalena Eriksson, Linda Sembrant, Nilla Fischer, Hanna Glas – Caroline Seger , Kosovare Asllani (46. Julia Zigiotti), Nathalie Björn (72. Amanda Ilestedt) – Fridolina Rolfö (27. Lina Hurtig), Stina Blackstenius, Sofia Jakobsson Cheftrainer: Peter Gerhardsson | Schweden | Aufstellung England gegen Schweden |
| England                                              | 1:2 Kirby (31.) | 0:1 Asllani (11.) 0:2 Jakobsson (22.) | Schweden | Aufstellung England gegen Schweden |
| England                                              | Moore (90.+4') | Lindahl (85.) | Schweden | Aufstellung England gegen Schweden |
| England                                              | Tor von White nach VAR zurückgenommen (33.) | 200. Länderspiel von Caroline Seger | Schweden | Aufstellung England gegen Schweden |
| England                                              | Videoschiedsrichter: Felix Zwayer ( Deutschland) | | Schweden | Aufstellung England gegen Schweden |
| England                                              | Spieler des Spiels: Sofia Jakobsson (Schweden) | | Schweden | Aufstellung England gegen Schweden |
| Spiel um Platz 3                                     | | |          |                                    |
| 6. Juli 2019 um 17:00 Uhr (MESZ) in Nizza            | | |          |                                    |
| Zuschauer: 20.316                                    | | |          |                                    |
| Schiedsrichter: Anastassija Pustowoitowa ( Russland) | | |          |                                    |
| Spielbericht                                         | | |          |                                    |

## Finale

### USA – Niederlande 2:0 (0:0)
| USA                                                                     | USA | Niederlande | Niederlande | Aufstellung                       |
| ----------------------------------------------------------------------- | --- | --- | ----------- | --------------------------------- |
| Vereinigte Staaten                                                      | \| Finale \| \| So., 7. Juli 2019 um 17:00 Uhr (MESZ) in Lyon (Parc Olympique Lyonnais) \| \| Zuschauer: 57.900 \| \| Schiedsrichter: Stéphanie Frappart ( Frankreich) \| \| Spielbericht \|                                                                            | \| Finale \| \| So., 7. Juli 2019 um 17:00 Uhr (MESZ) in Lyon (Parc Olympique Lyonnais) \| \| Zuschauer: 57.900 \| \| Schiedsrichter: Stéphanie Frappart ( Frankreich) \| \| Spielbericht \|                                                                                                   | Niederlande | Aufstellung USA gegen Niederlande |
| Vereinigte Staaten                                                      | Alyssa Naeher – Kelley O’Hara (46. Alexandra Krieger), Abby Dahlkemper, Becky Sauerbrunn, Crystal Dunn – Samantha Mewis, Julie Ertz, Rose Lavelle – Tobin Heath (87. Carli Lloyd), Alex Morgan, Megan Rapinoe (79. Christen Press) Cheftrainerin: Jill Ellis ( England) | Sari van Veenendaal – Dominique Bloodworth, Stefanie van der Gragt, Anouk Dekker (73. Shanice van de Sanden), Desiree van Lunteren – Sherida Spitse, Daniëlle van de Donk, Jackie Groenen – Lieke Martens (70. Jill Roord), Vivianne Miedema, Lineth Beerensteyn Cheftrainerin: Sarina Wiegman | Niederlande | Aufstellung USA gegen Niederlande |
| Vereinigte Staaten                                                      | 1:0 Rapinoe (61., Foulelfmeter) 2:0 Lavelle (69.) | | Niederlande | Aufstellung USA gegen Niederlande |
| Vereinigte Staaten                                                      | Dahlkemper (42.) | Spitse (10.), van der Gragt (60.) | Niederlande | Aufstellung USA gegen Niederlande |
| Vereinigte Staaten                                                      | 3. WM-Finale für Tobin Heath, Alexandra Krieger, Carli Lloyd, Alex Morgan, Megan Rapinoe | | Niederlande | Aufstellung USA gegen Niederlande |
| Vereinigte Staaten                                                      | Spieler des Spiels: Megan Rapinoe (USA) | | Niederlande | Aufstellung USA gegen Niederlande |
| Finale                                                                  | | |             |                                   |
| So., 7. Juli 2019 um 17:00 Uhr (MESZ) in Lyon (Parc Olympique Lyonnais) | | |             |                                   |
| Zuschauer: 57.900                                                       | | |             |                                   |
| Schiedsrichter: Stéphanie Frappart ( Frankreich)                        | | |             |                                   |
| Spielbericht                                                            | | |             |                                   |